# Sainte-Sève
Sainte-Sève é uma comuna francesa na região administrativa da Bretanha, no departamento Finisterra. Estende-se por uma área de 10,02 km². Em 2010 a comuna tinha 1 061 habitantes (densidade: 105,9 hab./km²).